# Moaña

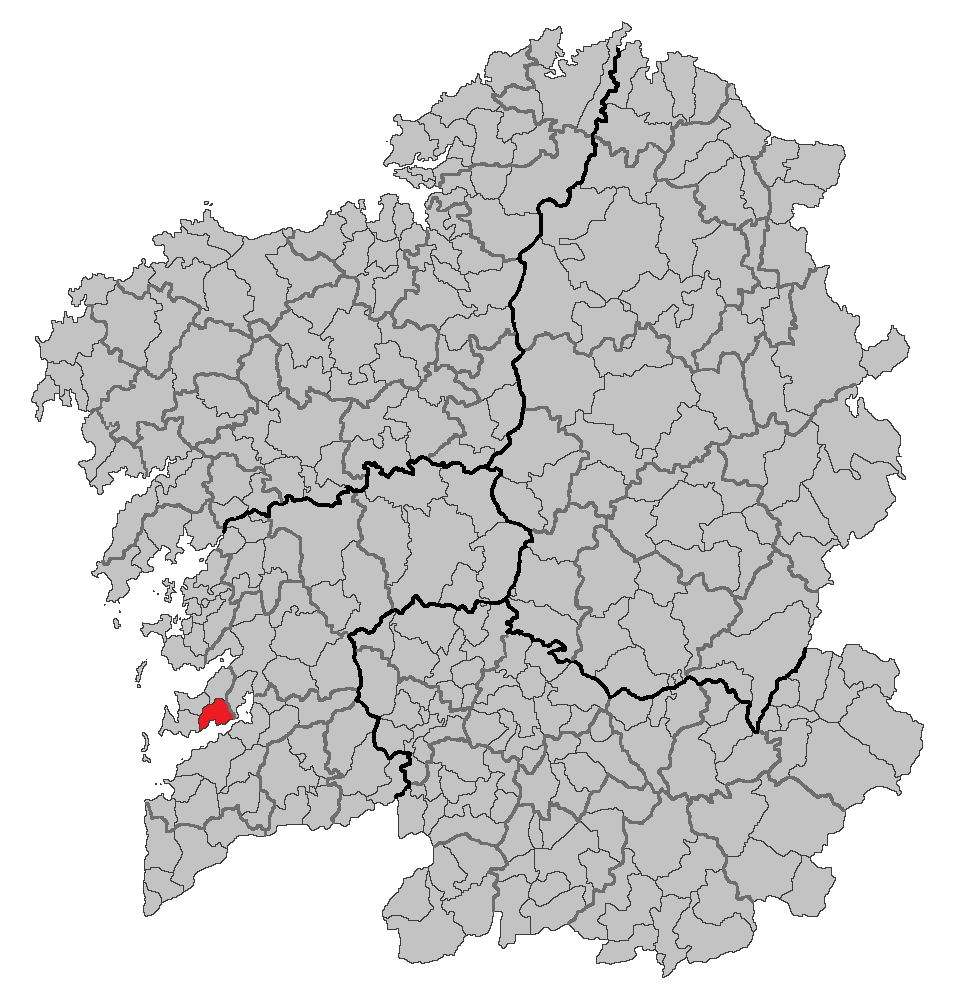
Moaña, Pontevedra, Galizia

Moaña è un comune spagnolo di 18 709 abitanti situato nella comunità autonoma della Galizia.